# Зоряна хмара Стрільця
Зо́ряна хма́ра Стрільця́ (Delle Caustiche, M24) — зоряна хмара в сузір'ї Стрільця близько 600 св. років у діаметрі. Була відкрита Шарлем Мессьє 1764 року.

## Спостереження

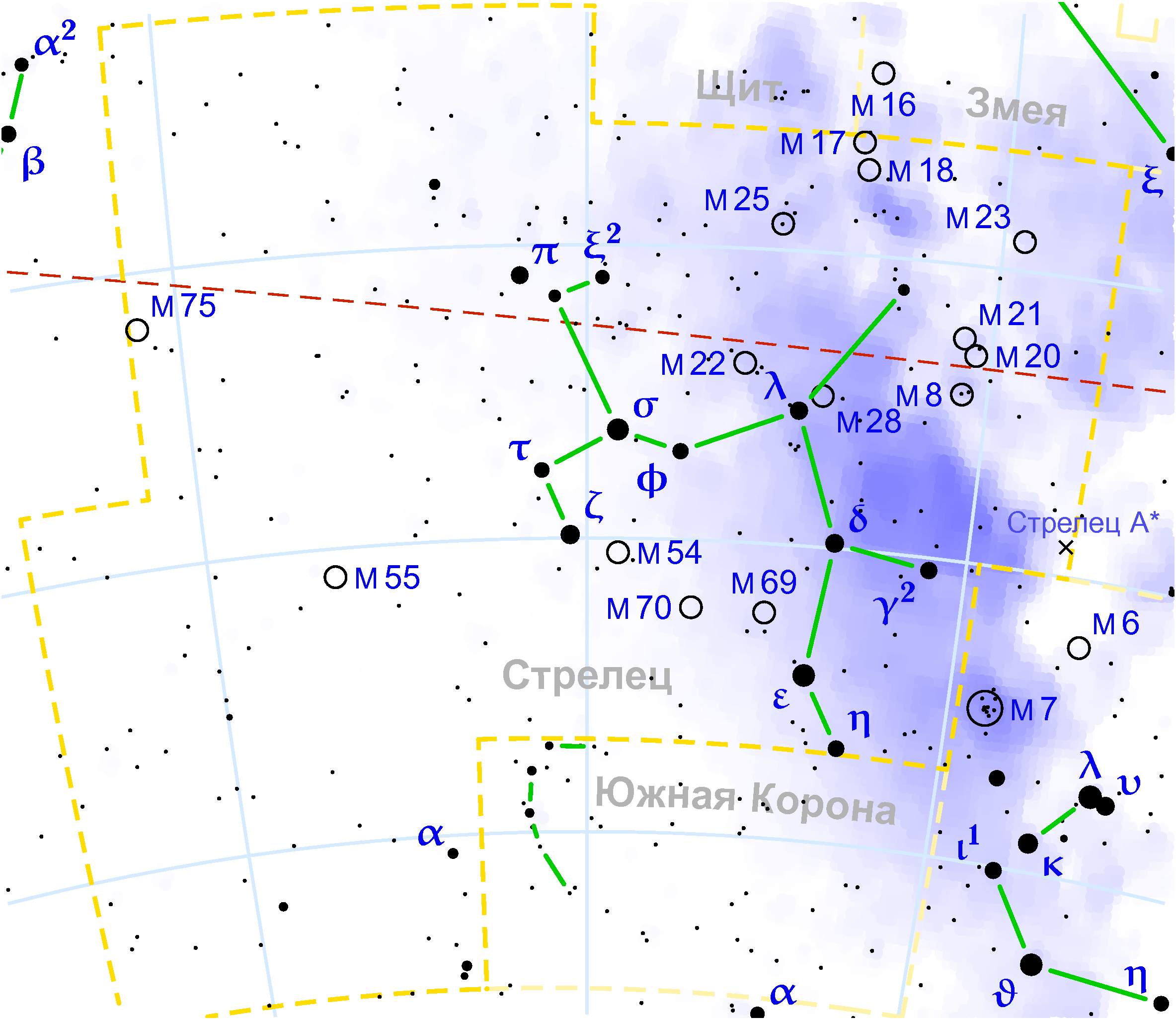
Чумацький Шлях у Стрільці

Цей фрагмент Чумацького Шляху просвічує крізь пилові хмари, особливо щільні в напрямку до центру нашої Галактики. Якби їх не було і всі зірки галактичного ядра були доступні спостереженням, то Стрілець (точніше місце його стику зі Скорпіоном) світився б як повний Місяць. Але через пил спостерігачі в Сонячній системі позбавлені можливості безперешкодно спостерігати ядро Чумацького Шляху. Лише деякі фрагменти зоряних рукавів можна розглядати з «нашого запорошеного кута» (вираз Амбарцумяна). М24 — один з таких просвітів. Як у кожного відомого феномена, у цього об'єкта безліч імен: «Мала Зоряна Хмара» (Small Sagittarius Star Cloud), «Заплатка» (Milky Way Patch) і навіть «Каустична Долина» (Delle Caustiche).
На темному південному небі ця хмара добре вирізняється як шматок Чумацького Шляху над μ Стрільця в північній частині сузір'я. Має довгасту форму завдовжки приблизно 2 градуси і містить тисячі зірок (серед них чимало подвійних), розсіяне скупчення NGC 6603 і крихітну планетарну туманність NGC 6567. До північної частини цього утвору притулилася пара «вугільних мішків» — компактних і щільних пилових хмар B92 і B93.
Для розглядання «Заплатки» підійде невеликий телескоп (з апертурою 60—80 мм) або навіть пристойний бінокль. Збільшення 10 20 разів буде цілком достатньо для отримання загального враження.

### Сусіди по небу з каталогу Мессьє
- М23 — (на захід) багате зірками і досить велике розсіяне скупчення;
- М25 — (на схід) ще одне розсіяне скупчення, складене з досить яскравих зірок;
- М21, М20 і М8 — (на південь) група зі скупчення і пари чудових туманностей: «Трироздільної» і «Лагуни»;
- М18, М17 і М16 — (на північ на кордоні зі Змією) аналогічна трійка — скромне розсіяне скупчення і пара яскравих туманностей: «Омега» і «Орел»;
- М22 і М28 — (на південний захід) пара яскравих кулястих скупчень.

### Послідовність спостереження в «Марафоні Мессьє»
… М17 → М18 →М24 → М23 → М25 …

## Новігатори
Координати:  18г 16.5м 00с, −18° 29′ 00″

| ◄ IC 4711 \| IC 4712 \| IC 4713 \| IC 4714 \| IC 4715 \| IC 4716 \| IC 4717 \| IC 4718 \| IC 4719 ► |